# پارگی آی‌پی

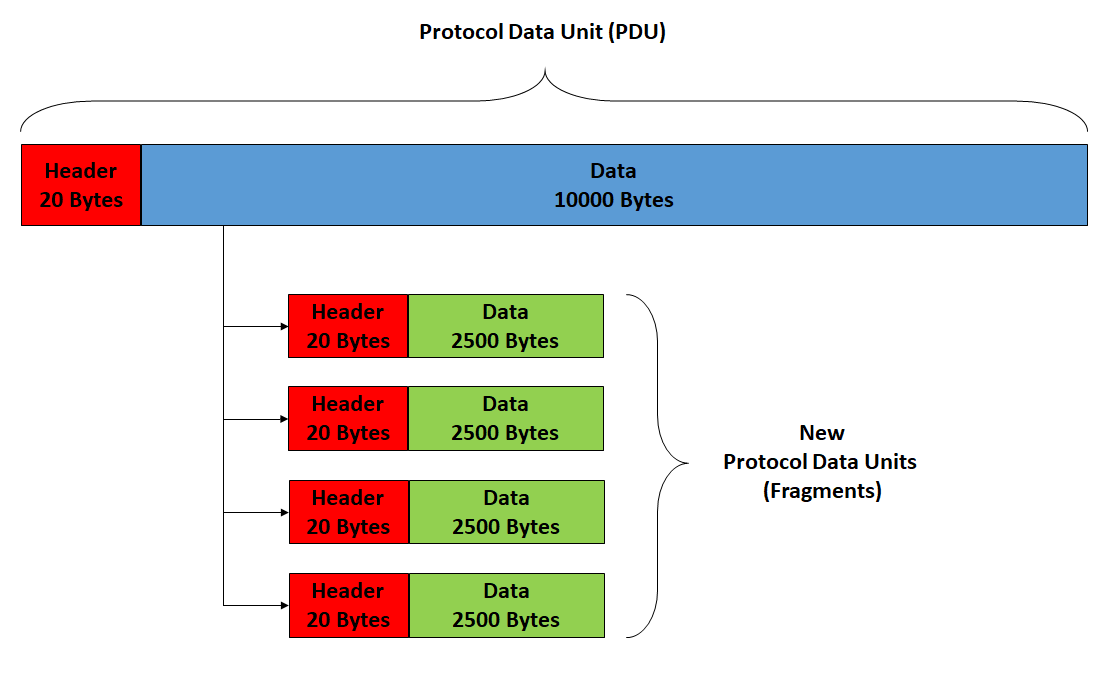
نمونه ای از تکه تکه شدن یک واحد از پروتکل در یک لایه مشخص به قطعات کوچکتر.

پارگی آی‌پی فرآیندی از پروتکل اینترنتی (IP) است که بسته‌ها را به قطعات کوچکتر (قطعه) می‌شکند، به طوری که قطعات تکه تکه شده می‌توانند از طریق پیوندی با حداکثر واحد انتقال (MTU) ، کوچکتر از اندازه بسته اصلی عبور کنند. قطعات توسط میزبان دریافت کننده دوباره مونتاژ می‌شوند.
جزئیات مکانیسم تکه تکه شدن، و همچنین رویکرد کلی معماری به تکه تکه شدن، بین پروتکل اینترنت نسخه ۴ و پروتکل اینترنت نسخه ۶ متفاوت است.

## روند
اگر میزبان دریافت کننده یک بسته IP تکه تکه شده را دریافت کند، باید بسته را دوباره جمع کند و به لایه پروتکل بالاتر ارسال کند. قرار است مونتاژ مجدد در میزبان دریافت کننده اتفاق بیفتد، اما در عمل ممکن است توسط یک روتر میانی انجام شود، برای مثال، ترجمه آدرس شبکه (NAT) ممکن است نیاز به مونتاژ مجدد قطعات برای ترجمه جریان‌های داده داشته باشد.

## تفاوت IPv4 و IPv6

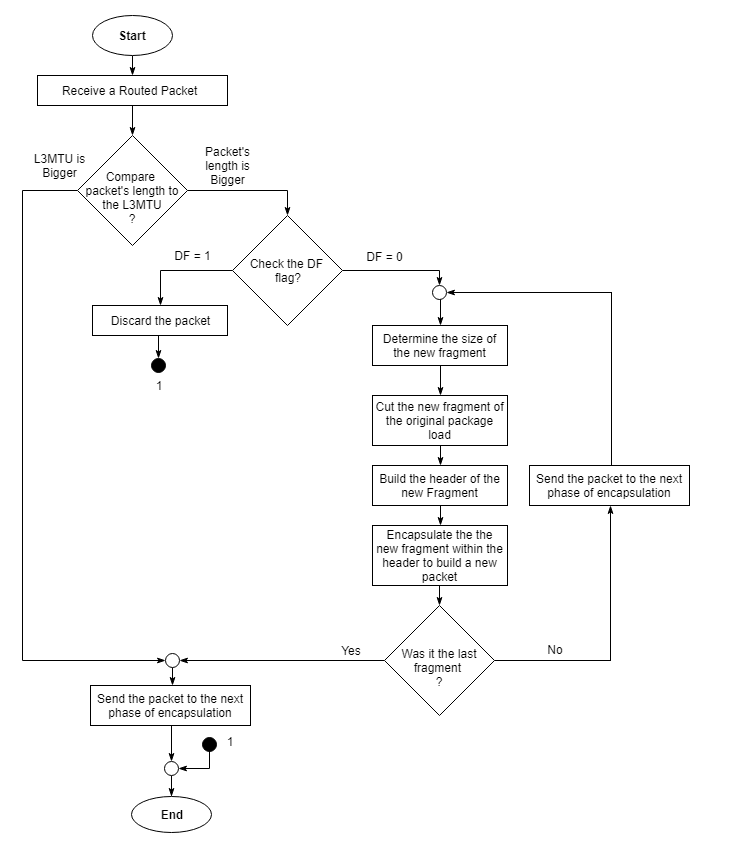
الگوریتم تکه تکه شدن در IPv4.